# Rumänische Eishockeyliga 2014/15
Die Saison 2014/15 war die 84. Spielzeit der rumänischen Eishockeyliga, der höchsten rumänischen Eishockeyspielklasse. Meister wurde der CSM Dunărea Galați, der im Playoff-Finale den Hauptrunden-Sieger Steaua Bukarest mit 4:1 Siegen bezwang. Für den Klub aus der Region Moldau war es der erste Meistertitel.

## Teilnehmer
Die beiden rumänischen Vertreter in der MOL Liga, der ASC Corona 2010 Brașov und der HSC Csíkszereda, nahmen zwar an der Vorrunde, nicht jedoch an der Hauptrunde der Liga teil. Das Teilnehmerfeld der Hauptrunde bestand aus den folgenden Vereinen:
- Steaua Bukarest
- CS Progym Gheorgheni
- CSM Dunărea Galați
- Sportul Studențesc

Während Corona Brașov aufgrund seiner Platzierung in der Vorrunde im Halbfinale der Playoffs einstieg, spielte Csíkszereda lediglich um Platz fünf gegen den letzten der Hauptrunde.

## Modus
In der Vorrunde, an der alle sechs Mannschaften teilnahmen, absolvierte jede Mannschaft zehn Spiele. Die zwei bestplatzierten Mannschaften der Vorrunde qualifizierten sich für das Play-off-Halbfinale.
In der Hauptrunde, ohne die beiden MOL-Liga-Mannschaften, absolvierte jede der vier Mannschaften insgesamt 27 Spiele. Die Ergebnisse beider Runden wurden addiert und die zwei bestplatzierten Mannschaften qualifizierten sich ebenfalls für das Playoff-Halbfinale. Die beiden übrigen Teams spielten Platz fünf und sechs aus. Das Playoff-Halbfinale wurde im Modus Best-of-Five, das Finale im Modus Best-of-Seven ausgespielt. Für einen Sieg nach regulärer Spielzeit erhielt jede Mannschaft drei Punkte, bei einem Sieg nach Overtime gab es zwei Punkte, bei einem Unentschieden einen Punkt und bei einer Niederlage nach regulärer Spielzeit null Punkte.

## Vorrunde
|    | Klub                   | Sp | S | OTS | OTN | N  | Tore   | Punkte |
| -- | ---------------------- | -- | - | --- | --- | -- | ------ | ------ |
| 1. | Steaua Bukarest        | 10 | 8 | 0   | 1   | 1  | 90:037 | 25     |
| 2. | ASC Corona 2010 Brașov | 10 | 8 | 0   | 0   | 2  | 72:026 | 24     |
| 3. | HSC Csíkszereda        | 10 | 7 | 1   | 0   | 2  | 75:021 | 23     |
| 4. | CSM Dunărea Galați     | 10 | 4 | 0   | 0   | 6  | 67:060 | 12     |
| 5. | CS Progym Gheorgheni   | 10 | 2 | 0   | 0   | 8  | 55:065 | 6      |
| 6. | Sportul Studențesc     | 10 | 0 | 0   | 0   | 10 | 17:167 | 0      |

Sp = Spiele, S = Siege, OTS = Siege nach Overtime, OTN = Niederlagen nach Overtime, N = Niederlagen
Erläuterungen: Playoff-Teilnehmer

## Hauptrunde
|    | Klub                 | Sp | S  | OTS | OTN | N  | Tore    | Punkte |
| -- | -------------------- | -- | -- | --- | --- | -- | ------- | ------ |
| 1. | Steaua Bukarest      | 27 | 23 | 1   | 0   | 3  | 223:076 | 71     |
| 2. | CSM Dunărea Galați   | 27 | 16 | 1   | 1   | 9  | 237:106 | 51     |
| 3. | CS Progym Gheorgheni | 27 | 11 | 2   | 2   | 12 | 165:132 | 39     |
| 4. | Sportul Studențesc   | 27 | 0  | 0   | 1   | 26 | 083:394 | 1      |

Erläuterungen: Playoff-Teilnehmer, Steaua Bukarest bereits qualifiziert

## Playoffs

### Serie um Platz 5
- HSC Csíkszereda – Sportul Studențesc 3:0 (8:2, 13:3, 12:1)

### Halbfinale
- Steaua Bukarest – CS Progym Gheorgheni 3:2 (2:1 n. V., 3:2, 2:4, 2:4, 5:3)
- CSM Dunărea Galați – ASC Corona 2010 Brașov 3:2 (4:1, 4:3 n. V., 1:6, 1:6, 3:2)

### Serie um Platz 3
- CS Progym Gheorgheni – ASC Corona 2010 Brașov 3:0 (6:5, 6:4, 5:1)

### Finale
Für die Play-offs lieh sich der CSM Dunărea Galați einige Spieler des MOL-Teilnehmers HSC Csíkszereda (u. a. Szabolcs Papp, István Nagy, Tamás Biró und Ede Mihály) und gewann den ersten Meistertitel der Vereinsgeschichte.
- Steaua Bukarest – CSM Dunărea Galați 1:4 (3:6, 1:3, 3:1, 0:7, 1:3)

## Kader des Rumänischen Meisters
| Rumänischer Meister CSM Dunărea Galați | Torhüter: Ottó Onodi, Viorel Radu Verteidiger: Botond Flinta, Attila Góga, István Nagy, Szabolcs Papp, Kostjantyn Rjabenko, Daniel Alin Rusu, Roman Scherbatschiuk, Felecian Secuianu, Levente Csata Szekely Angreifer: Attila Bálint, Tamás Biró, Witali Donika, Cătălin Geru, Adrian Irimia, Levente Lőrincz, Ede Mihály, Alexandru Munteanu, Bogdan Neagos, Mircea Necula, Dmytro Nimenko, Zoltán Pál, Anton Popa, Szabolcs Szőcs, Serhij Tschernenko, Valentin Vlase Cheftrainer: Marius Trandafir Assistenten: Mihai Brandabur, Teodor Mocanu |